# Ахцк
Ахцк (вірм. Աղձք) — село в марзі Арагацотн, на заході Вірменії. Село розташоване за 9 км на північний захід від міста Аштарака, на Арзні-Шамірамському каналі. У безпосередній близькості від автомобільної дороги Артік — Агарак. Сусідніми селами є Агарак, Бюракан і Уджан. У селі розташований монастир Тегер XIII століття.

## Гробниця вірменських царів династіїАршакуні
У селі знаходиться унікальна споруда IV століття — усипальниця вірменських царів. Останки вірменських царів були відібрані у персів, що намагалися відвезти їх до Персії, вірячи що це додасть їм слави і перепоховані в селі Ахцк. Для цього була побудована усипальниця. Ця споруда датується 359 — 360 рр. Гробниця висвітлюється тільки світлом, що проникає через дверний отвір. На масивних кам'яних стовпах входу збереглися напівстерті барельєфи сцен полювання. Всередині некрополю знаходиться невеликий напівкруглий вівтар, кам'яні саркофаги, розташовані праворуч і ліворуч від нього як би у крилах хреста. Зліва від входу, за переказами, були поховані останки царів-язичників з династії Аршакідів, а справа там, де проступає барельєф із хрестом — царів, що вже прийняли християнство. Саркофаги порожні, однак час зберіг на них барельєфи IV століття. На правому християнському саркофазі зображений воїн, що вражає списом вепра. А на зацькованого звіра повисли собаки — одна вчепилася в голову, інша — в ногу. У центральній частині саркофага виноградна лоза, яка сплетена кільцем, а в ній, як у гнізді, співає птах. Внизу пасуться тварини. Сцена сутички людини з вепром символізує війну між Вірменією і Персією, так як вепр зображувався на печатці перського царя. У барельєфах усипальниці переважає символіка, яка близька землі, квіткам і плодам. Все пронизане античним життєлюбством. Навіть хрест укладений в коло, заповнений листям, лозами, птахами, клюющімі або вишукують собі корм. І сам хрест немов процвел — завивається виноградом, служить гілками для птахів, проріс гнучкими лозами з китицями стиглих ягід.
Впритул до усипальниці примикав християнський храм, побудований в IV столітті. Його руїни збереглися до наших днів. Збереглися залишки бічних стін, вівтаря, колон. Поруч лежать чорні та червоні камені, капітелі колон. І храм, і усипальниця були побудовані на краю ущелини, на дні якої протікає річка Амберд. З обох сторін ущелини знаходяться високі, майже стрімкі, скелі. На всьому протязі русла річки, на стрімких схилах ущелин знаходяться численні печери, розташовані в неприступних скелях. За переказами, в одній з численних тут печер і анійські заховані скарби. Ймовірно, ці печери були не просто природними печерами, а спеціально пристосованими для оборонних цілей, своєрідними виритими в скелях, фортецями. У деяких входів збереглися кам'яні «двері», зроблені з великих кам'яних брил. Увійшовши до печери, і пройшовши через вузький і низький прохід (настільки вузький, що там можна просуватися тільки зігнувшись, а місцями навіть поповзом), можна потрапити у просторий зал. У залі знаходиться інший вузький прохід, що веде в другий підземний зал і так далі. Можливо, що всі печери, що знаходяться на всьому протязі скель, були пов'язані між собою підземними ходами. На жаль, ці підземні лабіринти мало вивчені. Крім напівлегендарних притч не знайдено ніяких фактичних матеріалів. Очевидно, що підземне місто, в основному, мало військово-оборонне призначення. Під час навали ворогів можна було сховатися в печерних спорудах, при цьому не відчуваючи брак води, тому що деякі підземні ходи, наприклад, у фортеці Амберд, спускаються до самої річки. Підземними ходами, напевно, були пов'язані між собою і всі, що були тут фортеці і церкви.
Союз Вірменських Дворян розробив ряд цікавих проектів і ідей, у тому числі реставрація та догляд за гробницею вірменських царів династії Аршакуні в селищі Ахцк.
| Рік  | Чисельність | Чисельність |
| ---- | ----------- | ----------- |
| 1831 | 93          | [ 1 ]       |
| 1897 | 404         | [ 1 ]       |
| 1926 | 603         | [ 1 ]       |

| Рік  | Чисельність | Чисельність |
| ---- | ----------- | ----------- |
| 1939 | 837         | [ 1 ]       |
| 1959 | 1040        | [ 1 ]       |
| 1970 | 1266        | [ 1 ]       |

| Рік  | Чисельність | Чисельність |
| ---- | ----------- | ----------- |
| 1979 | 1351        | [ 1 ]       |
| 1989 | 1680        | [ 2 ]       |
| 2001 | 1801        | [ 1 ]       |

| Рік  | Чисельність | Чисельність |
| ---- | ----------- | ----------- |
| 2004 | 1935        | [ 1 ]       |
| 2008 | 1904        | [ 3 ]       |
| 2011 | 1614        | [ 4 ]       |

| Рік  | Чисельність | Чисельність |
| ---- | ----------- | ----------- |
| 1831 | 93          | [ 1 ]       |
| 1897 | 404         | [ 1 ]       |
| 1926 | 603         | [ 1 ]       |

| Рік  | Чисельність | Чисельність |
| ---- | ----------- | ----------- |
| 1939 | 837         | [ 1 ]       |
| 1959 | 1040        | [ 1 ]       |
| 1970 | 1266        | [ 1 ]       |

| Рік  | Чисельність | Чисельність |
| ---- | ----------- | ----------- |
| 1979 | 1351        | [ 1 ]       |
| 1989 | 1680        | [ 2 ]       |
| 2001 | 1801        | [ 1 ]       |

| Рік  | Чисельність | Чисельність |
| ---- | ----------- | ----------- |
| 2004 | 1935        | [ 1 ]       |
| 2008 | 1904        | [ 3 ]       |
| 2011 | 1614        | [ 4 ]       |

## Джерела

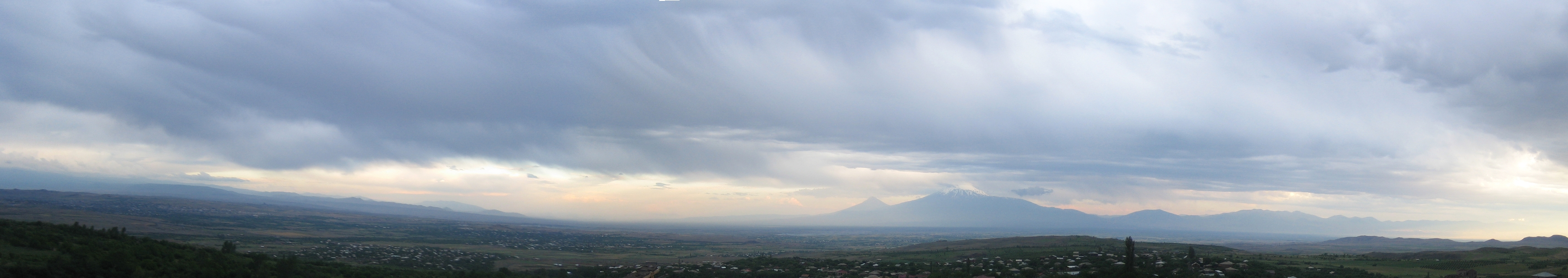
Вигляд на гору Арарат та на Араратську долину